# Lepaki Wielkie
Lepaki Wielkie (niem. Groß Lepacken, 1938-45: Ramecksfelde) – wieś w Polsce położona w województwie warmińsko-mazurskim, w powiecie ełckim, w gminie Ełk.
| SIMC    | Nazwa       | Rodzaj    |
| ------- | ----------- | --------- |
| 0756436 | Lepaki Małe | część wsi |

W latach 1975–1998 miejscowość administracyjnie należała do województwa suwalskiego.